# اریتز لوپز گارای
اریتز لوپز گارای (انگلیسی: Aritz López Garai؛ زادهٔ ۶ نوامبر ۱۹۸۰) بازیکن فوتبال اهل اسپانیا است.
از باشگاه‌هایی که در آن بازی کرده‌است می‌توان به باشگاه فوتبال کوردوبا، باشگاه فوتبال سلتاویگو، باشگاه فوتبال اسپورتینگ خیخون، و باشگاه فوتبال راپید بخارست اشاره کرد.